# Suinula

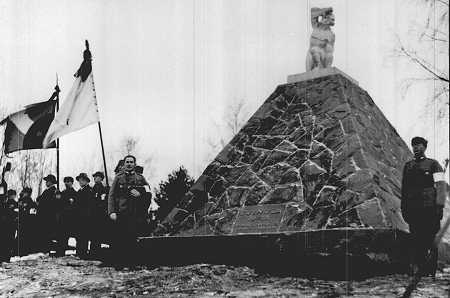
Avtäckning av minnesmärke över blodbadet i Suinula, utförd 1933 av V. R. Rautelin.

Suinula är en by i Kangasala i Birkaland belägen vid Österbottniska stambanan i dess gamla sträckning. 
I Suinula inträffade den 31 januari 1918 blodbadet i Suinula, då 15 vita på väg till fronten, "norrfarare", dödades och 29 sårades, sedan de tillfångatagits av de röda och rysk soldatesk. Ett minnesmärke över händelsen restes 1933.